# Nannopterum
Nannopterum – rodzaj ptaków z rodziny kormoranów (Phalacrocoracidae).

## Zasięg występowania
Rodzaj obejmuje gatunki występujące w Ameryce. 

## Morfologia
Długość ciała 70–100 cm; masa ciała 1,2–4 kg.

## Systematyka

### Etymologia
- Nannopterum: gr. ναννος nannos „karzeł”; πτερον pteron „skrzydło”[5].
- Dilophalieus: διλοφος dilophos „dwuczuby”, od δι- di- „podwójny”, od δις dis „dwa razy”, od δυο duo „dwa”; λοφος lophos „czub, grzebień”; genus Halieus Illiger, 1811[6]. Gatunek typowy: Hydrocorax dilophus Vieillot, 1817 (= Carbo auritus Lesson, 1831).
- Viguacarbo: zbitka wyrazowa epitetu gatunkowego Hydrocorax vigua Vieillot, 1817[a] oraz nazwy rodzajowej Carbo Lacépède, 1799[7]. Gatunek typowy: Carbo mexicanus von Brandt, 1837 (= Procellaria brasiliana J.F. Gmelin, 1789).

### Podział systematyczny
Do rodzaju należą następujące gatunki:
- Nannopterum harrisi (Rothschild, 1898) – kormoran nielotny
- Nannopterum auritum (Lesson, 1831) – kormoran rogaty
- Nannopterum brasilianum (J.F. Gmelin, 1789) – kormoran oliwkowy